# 王庆简
王庆简（1956年—），中国人民解放军将领，大校军衔。
王庆简出身情报部门，1980年代末期担任中国国际友好联络会常务理事，以此职务为掩护进行对日本的情报工作。至2001年前，他担任中国驻日本大使馆的一等秘书武官。但他被日本策反，成为日本间谍。按照日本方面的要求，他定时打开大使馆的窗户让远程检测装备进来，又在大使和武官处安装窃听器。
2006年夏，王庆简将一份军事情报交给日本方面，日本将该该资料部分内容公开，导致了他遭到中国方面的调查。2007年春，他受到军事法庭的秘密审判，处以死刑缓期两年执行的刑罚。他的间谍案首先被日本《产经新闻》报道，后来又被多家外媒报道，不过长期没有得到中国政府的证实。2014年9月，中国军方首次证实了王庆简间谍案的真实性。